# Celosterna luteopubens
Celosterna luteopubens är en skalbaggsart som först beskrevs av Maurice Pic 1925.  Celosterna luteopubens ingår i släktet Celosterna och familjen långhorningar. Inga underarter finns listade.